# BOM (药物)
BOM（化学名：3,4,5,β-四甲氧基苯乙胺）是一种含氮有机化合物，化学式C
12H
19NO
4，属于苯乙胺衍生物，最早由亚历山大·舒尔金首次合成。